# Aarhusi repülőtér
A Aarhusi repülőtér (IATA: AAR, ICAO: EKAH) Dánia egyik nemzetközi repülőtere, amely Aarhus városától 36 kilométerre északkeletre található. Éves utasforgalma 418 930 fő (2022).

## Története
A repülőteret 1943-ban a második világháborúban a német megszálló erők hozták létre, majd később dán és más szövetséges légierők hidegháborús katonai bázisként használták egészen az 1990-es évekig. A repülőtéren még mindig található egy kisebb katonai raktár, és alkalmanként hadgyakorlatoknak ad otthont; a legutóbbi NATO-gyakorlat 2007-ben volt.
A jelenlegi utasterminált 1981-ben építették, de 2007 és 2009 között, majd 2016 végén ismét felújításokra került sor. A repülőtér 1946 óta polgári forgalmat bonyolít le, amelyet a Djursland autópályán lehet megközelíteni a városközpontból. 2016 decembere óta Aarhus község önkormányzata a repülőtér fő részvényese.
2021 márciusában bejelentették egy építési projektet, amely várhatóan 2022 végére lesz kész. A beruházás egy új szállodát is magában foglal, és 5000 m2-ről 10000 m2-re növeli a terminál alapterületét. Három új kapu is épül, így a repülőtérnek összesen hét kapuja lesz.

## Légitársaságok és célállomások
| Légitársaság                    | Célállomások                                                                                 |
| ------------------------------- | -------------------------------------------------------------------------------------------- |
| Airseven                        | Szezonális charter: Haniá, Palma de Mallorca, Páfosz, Preveza, Zákinthosz                    |
| BRA Braathens Regional Airlines | Göteborg, Stockholm–Bromma Szezonális: Sälen-Trysil                                          |
| DAT                             | Szezonális: Bornholm                                                                         |
| EgyptAir                        | Charter: Gurdaka, Sarm es-Sejk                                                               |
| Ryanair                         | Gdańsk, London–Stansted, Málaga, Milánó–Malpensa, Riga, Varsó–Modlin Szezonális: Korfu, Zára |
| Scandinavian Airlines           | Koppenhága, Oslo, Stockholm–Arlanda                                                          |
| Wizz Air                        | Bukarest (2022. szeptember 29-től)                                                           |

## Futópályák
A repülőtér futópályái:
- 10L/28R (2777 m, 21 m, aszfalt)
- 10R/28L (2702 m, 45 m, aszfalt)

## Forgalom
Az utasforgalom az elmúlt években az alábbi módon változott:
| Utasok száma | 654 916 | 578 988 | 552 848 | 573 059 | 561 580 | 455 405 | 364 546 | 372 532 | 119 780 | 418 930 |
|              | 2001    | 2003    | 2006    | 2008    | 2010    | 2013    | 2015    | 2017    | 2020    | 2022    |